# Theridion auberti
Theridion auberti är en spindelart som beskrevs av Simon 1904. Theridion auberti ingår i släktet Theridion och familjen klotspindlar. Inga underarter finns listade i Catalogue of Life.